# 今川八幡宮
今川八幡宮（いまがわはちまんぐう）は、愛知県刈谷市今川町上池78-1にある神社。旧社格は村社。旧称は八幡社。

## 祭神
- 品陀別尊（応神天皇）

## 歴史

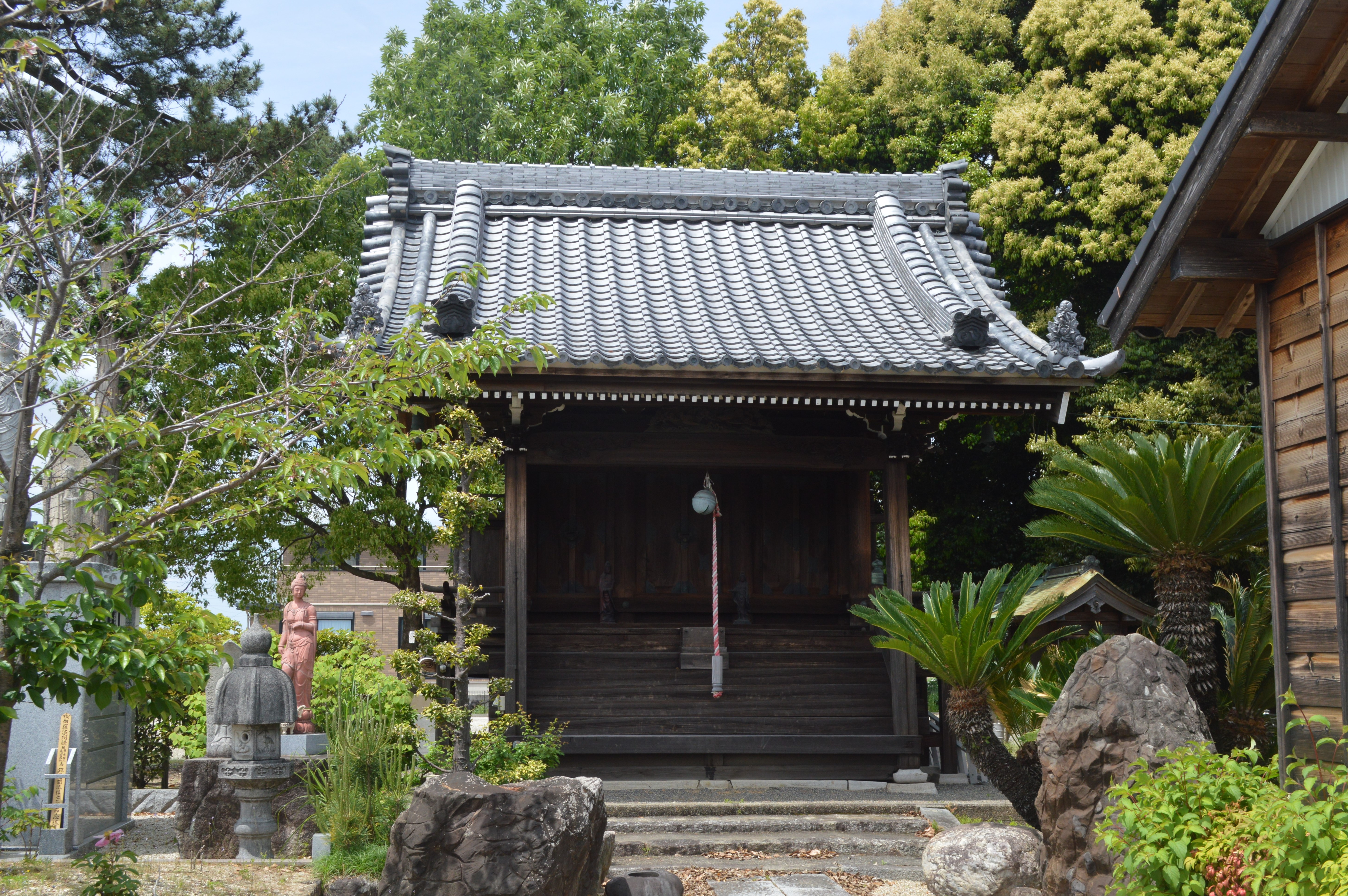
龍江寺に移築された旧社殿

### 創建
創建年は定かでないが、元禄年間（1688年～1704年）または享保年間（1716年～1736年）とされる。碧海郡今川村が泉田村から分村されたのは享保8年（1723年）のことである。かつては現在地の約300m北の田地池（八幡公園所在地、現・刈谷市今川町4丁目）に社地があった。

### 近代
1872年（明治5年）、近代社格制度による村社に列せられた。創建時から八幡宮と呼ばれていたが、明治中期に八幡社に改称した。1905年（明治38年）、堂宮大工の小野田又蔵によって社殿が造営された。1907年（明治40年）10月26日、神饌幣帛料協進神社に指定された。

### 社地移転後
1972年（昭和47年）には愛知県道282号今川刈谷停車場線の建設が決定し、県道は八幡社の社地にかかることとなったため、社地を移転して新たに社殿を造営し、1973年（昭和48年）5月に遷座した。なお同年6月29日、旧社殿は小垣江町の龍江寺に移築されて権現宮となった。1976年（昭和51年）には神社等級の昇級や昭和天皇在位50年を記念して、旧称に戻したうえで地名を冠して今川八幡宮とした。

## 境内

### 境内社
- 山神社 - 祭神は大山祇神（おおやまつみのかみ）。1873年（明治6年）9月、碧海郡今川村西高山から旧社地に遷座した[1]。
- 秋葉社 - 祭神は迦具土神（かぐつちのかみ）。1913年（大正2年）10月4日、上花から旧社地に遷座した[1]。
- 護国社 - 祭神は富士松地区の戦没者の英霊。1936年（昭和11年）8月、靖国神社から分霊を受けて旧社地に創建された[1]。

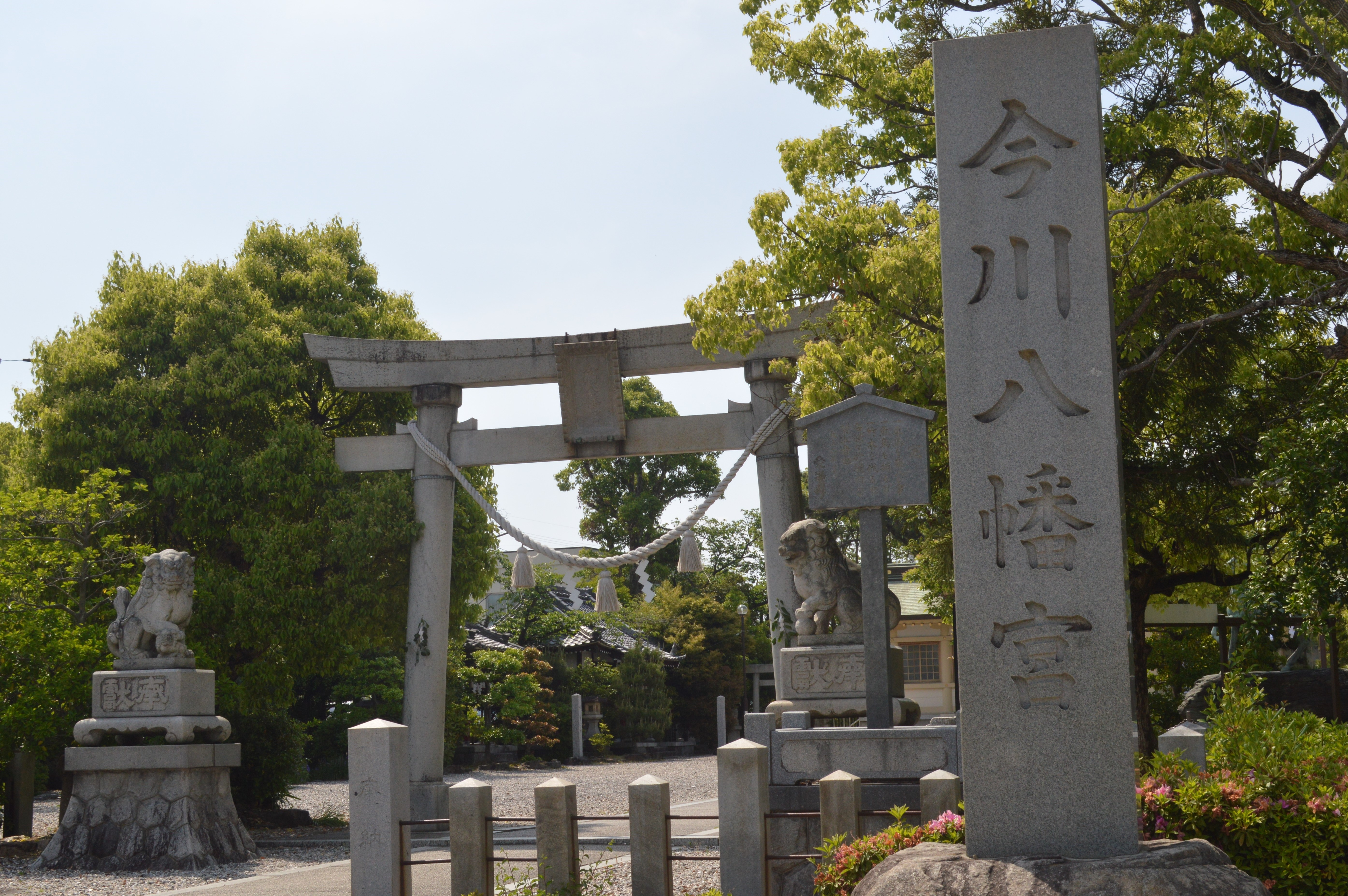
鳥居と社号標
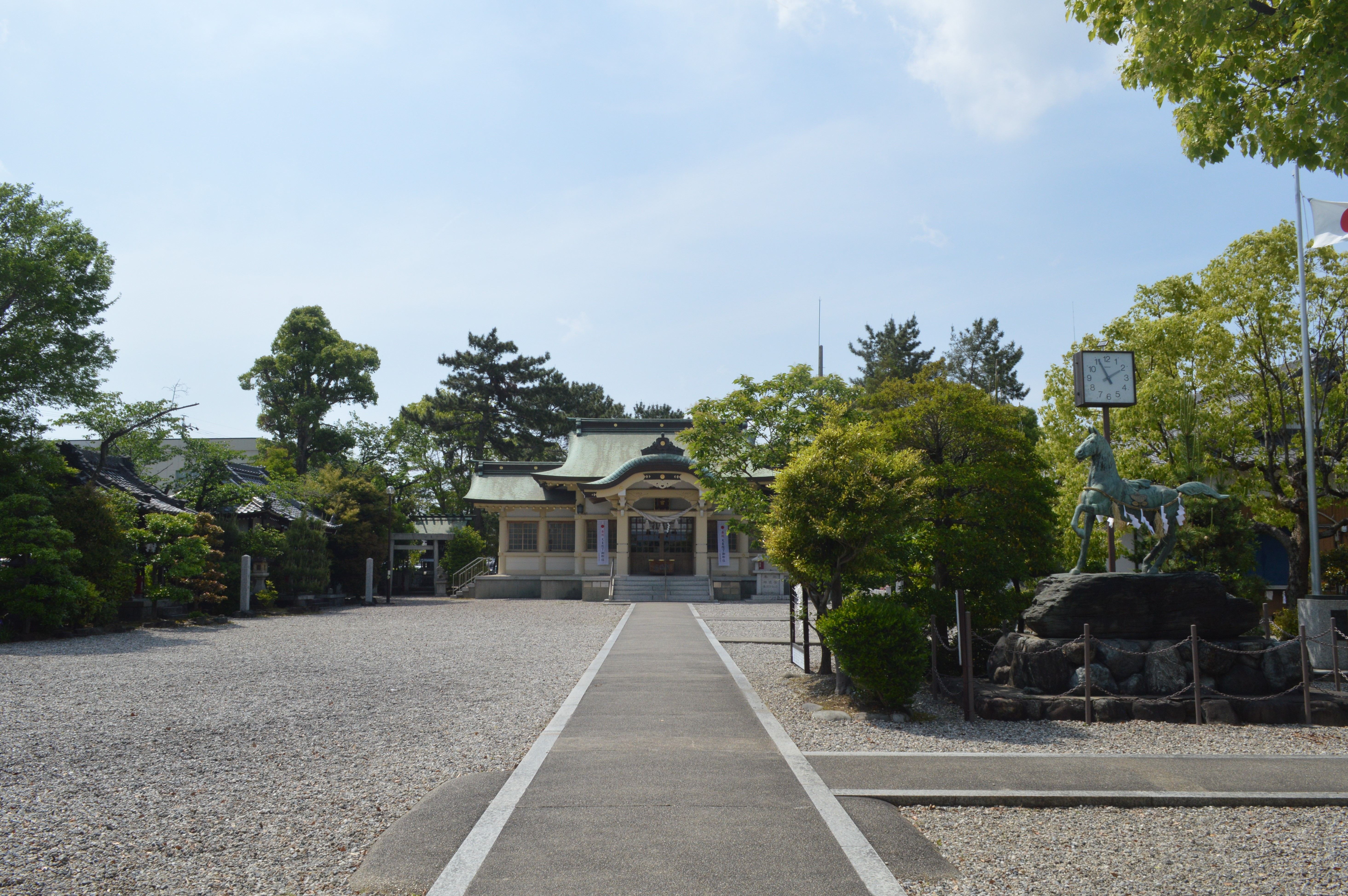
境内

## 現地情報
所在地
- 愛知県刈谷市今川町上池78-1

交通アクセス
- 名鉄名古屋本線富士松駅から徒歩